# Jean Melchior Dabadie de Bernet
Pour les autres membres de la famille, voir Jean-Joseph Melchior Dabadie de Bernet.
Pour les articles homonymes, voir Bernet.
Jean Melchior d'Abadie, dit Dabadie de Bernet, né le 6 janvier 1748 à Castelnau-Magnoac et mort le 8 mars 1820 à Paris, est un officier du génie militaire, parlementaire sous la Révolution française et baron de l'Empire, fut directeur des fortifications.

## Biographie
Fils du légitime mariage de Joseph d'Abadie, chevalier de Saint-Louis, et d'Anne Marie de Santis d'Auban, d'Abadie, il est élève à l'École du génie de Mézières et lieutenant en second en 1768. Il en sort le 1er janvier 1770, avec le grade d'ingénieur (lieutenant en premier), est reçoit son brevet de capitaine le 1er janvier 1777.
Après avoir servi, pendant plusieurs années, dans les principales villes frontières, le jeune d'Abadie est envoyé à la Martinique, et s'y trouve au moment où les habitants des provinces septentrionales de l'Amérique prennent les armes pour se soustraire de l'Angleterre. Il reçoit ordre de se réunir aux militaires français que Louis XVI envoie au secours des insurgés américains et est intégré dans le corps expéditionnaire de Rochambeau. Après avoir pris part aux  guerres d'Amérique de 1780 à 1782 et obtenu la croix de Saint-Louis, il revient en France à la paix de 1783. Le ministre de la Guerre l'emploie dans diverses places frontières, où il se fait remarquer par un zèle soutenu et beaucoup de talent.
Il est élu en 1789, par le pays des Quatre-Vallées, député suppléant de la noblesse de la sénéchaussée de Guienne aux États généraux du royaume, où le 27 août il remplace M. le comte de Ségur, démissionnaire. S'il n'est point orateur brillant, il se montre député utile par la part qu'il prend aux travaux du comité militaire, dont il devient membre, et au nom duquel il fait à l'assemblée plusieurs rapports importants. Après la dissolution de l'Assemblée constituante, il continue son service dans l'armée.
Attaché au camp de Paris en 1792, il reçoit l'année suivante, l'ordre d'aller prendre le commandement du génie de l'armée de l'Ouest. Il s'est trouvé à l'attaque de vive force du château de Chemillé, à la bataille de Saumur, où il a un cheval tué sous lui, et à la défense du château de cette dernière place, où il est fait prisonnier de guerre par les troupes vendéennes.
Nommé chef de bataillon le 26 frimaire an II (16 décembre 1793), il est employé au camp de Maubeuge jusqu'au mois de ventôse de la même année, et spécialement chargé le reste de la campagne, de rétablir les fortifications de Nieuport. Les connaissances dont il fait preuve dans cette circonstance, le font choisir en l'an III, pour faire partie d'une commission mixte dont la mission est de déterminer la défense des côtes. Un arrêté du Directoire en date  du 8 ventôse an IV (27 février 1796), lui confère le grade de chef de brigade, et le maintient en qualité de membre de cette commission, au sein de laquelle il rend les plus importants services.
En l'an V, le colonel d'Abadie est nommé directeur du casernement de l'Intérieur, et l'année suivante membre du comité chargé d'établir avec précision le système défensif des frontières de la République, fonctions qu'il remplit avec une rare intelligence jusqu'à la fin de prairial an VII. Le 14 thermidor de cette année (août 1799), il reçoit les titres de directeur des fortifications et de chef du bureau du personnel du génie au ministère de la Guerre (1800), est employé en l'an VIII, à l'armée de réserve, se trouve à l'attaque du fort de Bard, à l'affaire de San Giuliano et à presque tous les engagements qui ont lieu pendant cette mémorable campagne. Il a été précédemment chargé des travaux préparatoires nécessaires aux passages de la Sesia et du Tessin, il se signale d'une manière particulière au siège de Peschiera le 29 nivôse an IX, et se montre avec honneur parmi les combattants, à la journée de Marengo.
Le colonel d'Abadie a été nommé membre de la Légion d'honneur le 19 frimaire an XII, officier du même Ordre le 25 prairial suivant et électeur du département des Hautes-Pyrénées. Il a été employé près le ministre de la Guerre, depuis l'an X jusqu'en l'an XIII, et a fait les campagnes de l'an XIV et de 1806 à la Grande Armée, où ses services, et particulièrement les travaux de défense de l'importante place de Thorn, lui méritent le grade de général de brigade le 8 mars 1807.

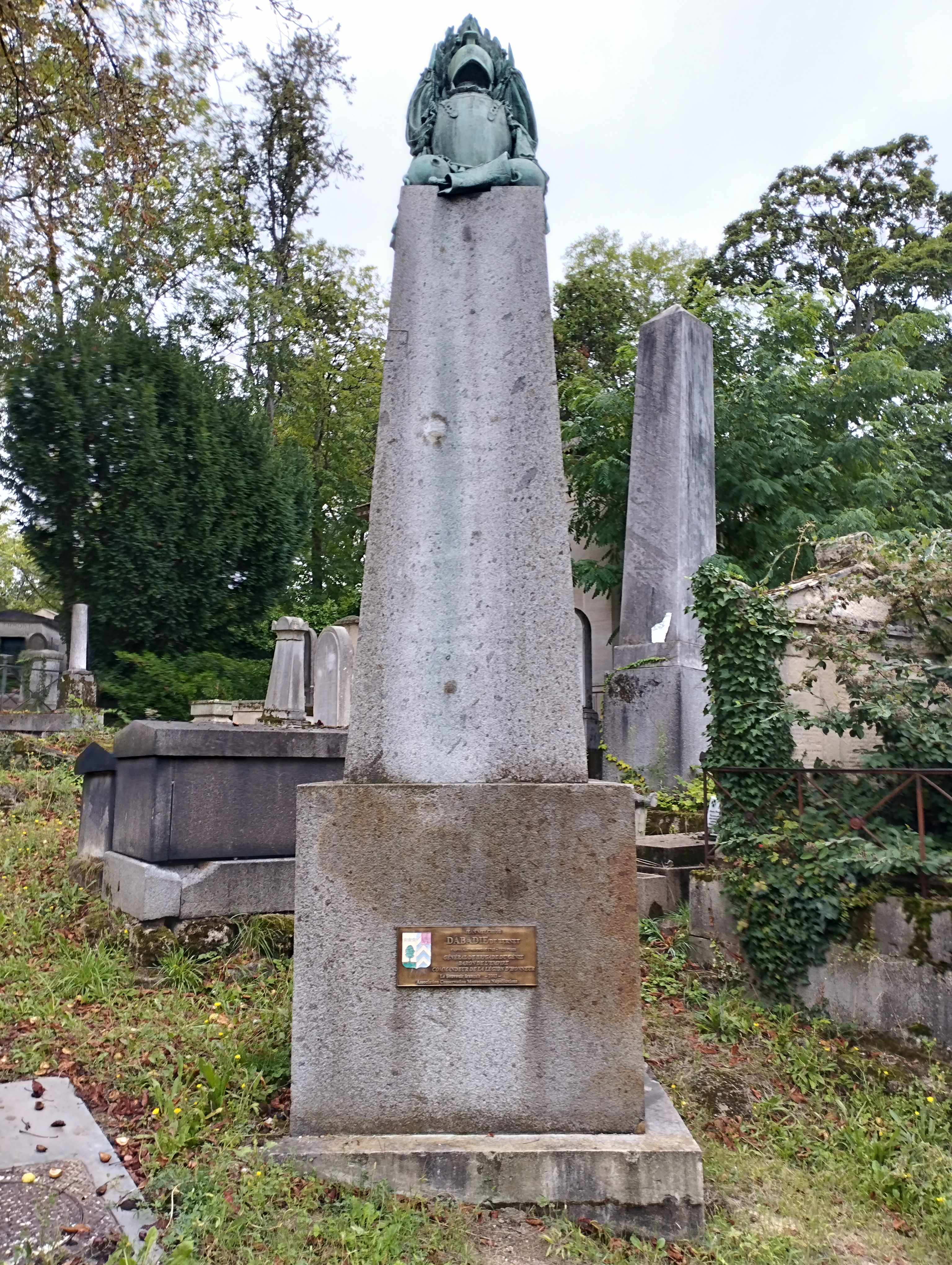
Tombe de Jean Melchior Dabadie de Bernet au cimetière du Père-Lachaise (division 35).

Il est envoyé en Espagne à la fin de 1808, pour commander le génie au corps d'armée du général Dupont, il subit les fâcheuses conséquences de la honteuse capitulation de Baylen, et est fait prisonnier. Il a été créé baron de l'Empire le 17 mai 1810.
Appelé à Paris le 12 avril 1813, pour y remplir les fonctions d'inspecteur-général du génie, il en part bientôt pour se rendre à l'île d'Aix, alors menacée d'un siège. Il repasse de nouveau les Pyrénées, pour diriger l'exécution des grands projets qui devaient être exécutés sur divers points de la péninsule espagnole, ainsi qu'au port du passage la Santona. Les événements militaires interrompent l'exécution de ces projets. Le général d'Abadie se trouve à la défense de Paris en 1814. À la Restauration, le roi le nomme commandant de la Légion d'honneur le 23 août 1814.
Il est employé pendant les Cent-Jours, en qualité de commandant du génie au corps d'armée du général Lamarque. Il est admis à la retraite le 6 octobre suivant.
Le général d'Abadie meurt à Paris le 8 mars 1820. Il est inhumé au cimetière du Père-Lachaise (35e division).

## Armoiries
| Figure | Blasonnement |
|        | Armes des d'Abadie de Bernet D'or, à l'arbre de sinople au lévrier de gueules coleté d'argent attaché au tronc par une chaine du même et un chef d'azur. DeviseOmnia pro Deo permitta. |
|        | Armes du baron Dabadie et de l'Empire (décret du 19 mars 1808, lettres patentes du 17 mai 1810 (Gand)). Parti : au I, d'or, à un chêne de sinople, surmonté de trois étoiles d'azur ; au II, d'azur, à trois chevrons d'or ; au canton des Barons militaires de l'Empire brochant., Livrées : jaune, bleu, rouge et verd, le verd en bordure seulement. |